# Kocanki włochate

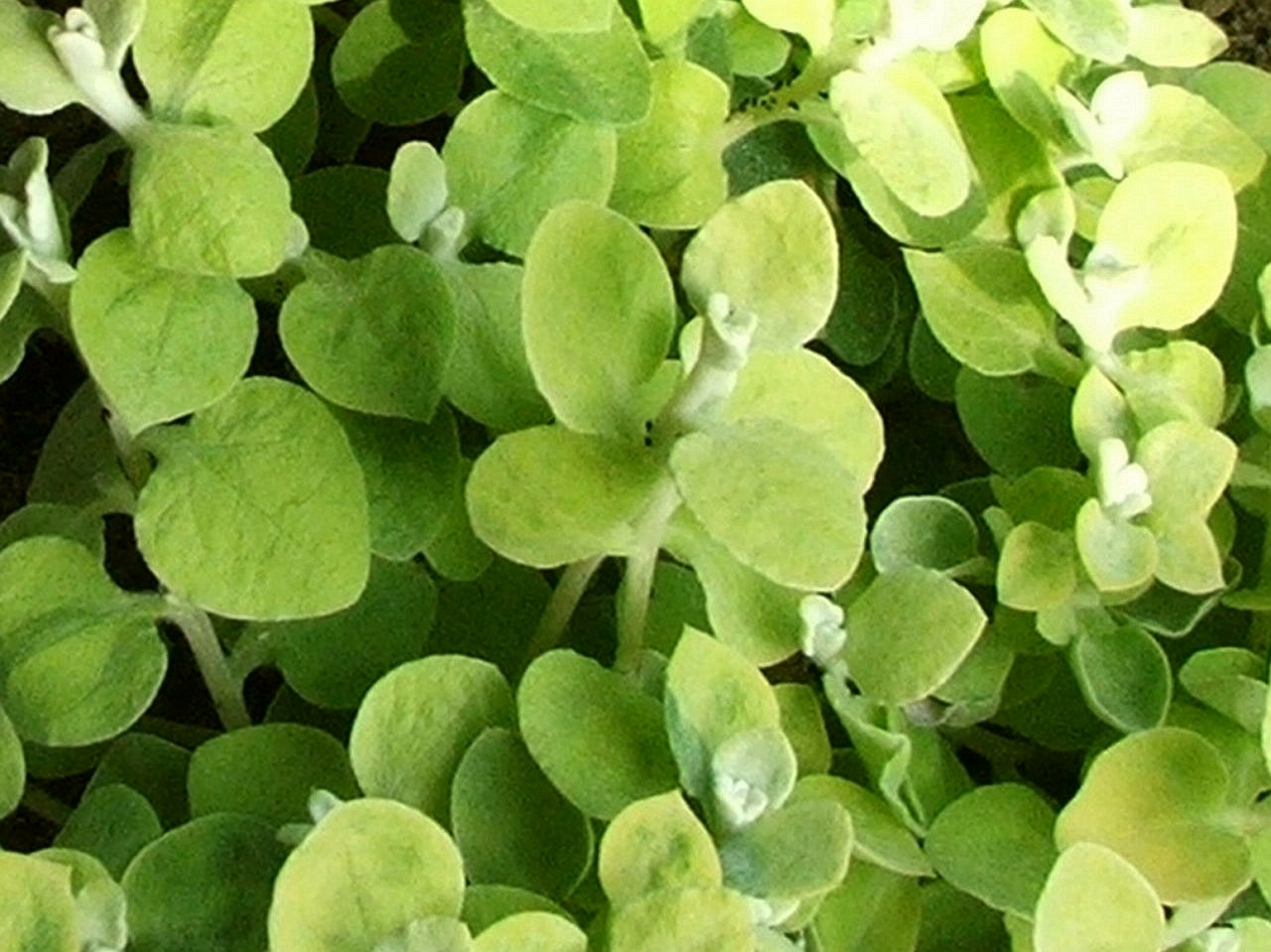
'Golden Leaved'

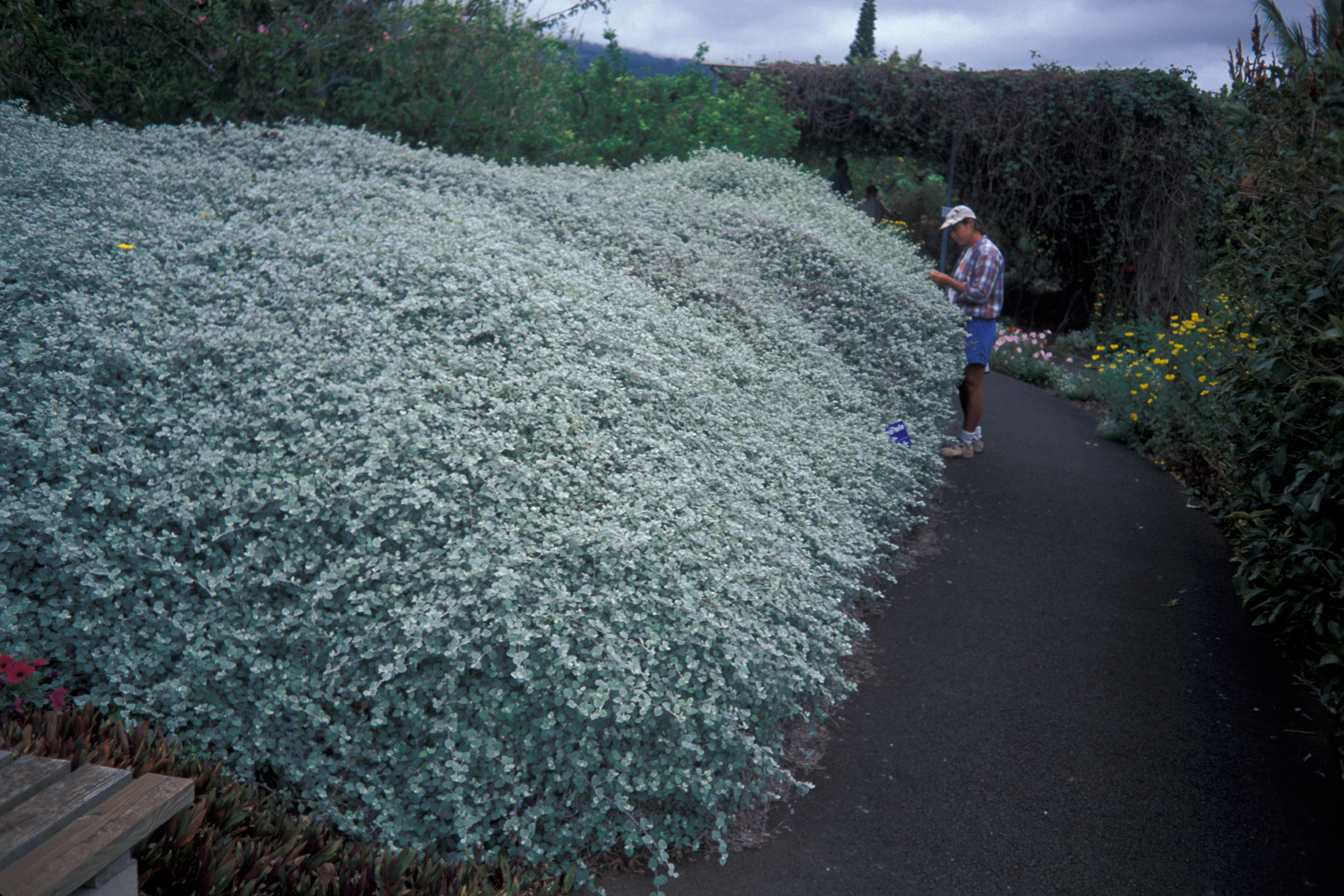
Skarpa porośnięta kocankami włochatymi

Kocanki włochate (Helichrysum petiolare) – gatunek rośliny należący do rodziny astrowatych (Asteraceae). Pochodzi z Afryki. Jest uprawiany jako roślina ozdobna.

## Morfologia
ŁodygaFilcowato owłosione, płożące pędy osiągające w ciągu roku długość do 1 m.
LiścieUlistnienie skrętoległe. Liście pojedyncze, okrągławe, krótkoogonkowe, całe filcowato owłosione, u typowej formy są srebrzyste.
KwiatyZebrane w drobne koszyczki, podobnie, jak w całej rodzinie astrowatych. Są mało ozdobne.

## Odmiany
- 'Bicolour Yellow Green Leaved' – o zielono-żółtych liściach
- 'Blue Green Leaved' (= 'Silver') – o niebieskawych liściach. Rośnie najsilniej
- 'Golden Leaved' – o żółtych liściach i zwartym pokroju. Rośnie najsłabiej

## Zastosowanie
Roślina ozdobna, w Polsce uprawiana głównie w doniczkach i innych pojemnikach na balkonach, altanach i w ogrodzie. Może być uprawiana także w mieszkaniu, jako roślina pokojowa. Dobrze prezentuje się w wiszących pojemnikach. Jej głównymi walorami ozdobnymi są srebrzyste, filcowate liście (u niektórych odmian żółte) i płożący pokrój. Jest to roślina wieloletnia, jednak z powodu braku mrozoodporności jest na zewnątrz domu uprawiana jako roślina jednoroczna. W mieszkaniach może być uprawiana 2–3 lata, potem staje się nieładna. Zazwyczaj uprawiana jest jako roślina okrywowa, stanowiąca tło dla innych bardziej barwnych roślin. Jest jednym z nielicznych gatunków roślin o srebrzystych liściach i doskonale komponuje się z większością gatunków innych roślin ozdobnych.

## Uprawa
- Wymagania. Dzięki filcowatemu owłosieniu liści doskonale znosi bezpośrednie oświetlenie słoneczne. Wymaga więc ustawienia w miejscu słonecznym. Najlepiej rośnie w latach suchych i ciepłych, zdecydowanie natomiast nie lubi długotrwałej deszczowej pogody, podczas której z reguły atakowana jest przez choroby grzybowe. Również roślina rosnąca w zacienieniu choruje znacznie częściej. Dobrze rośnie w temperaturze pokojowej, dobrze znosi też największe upały. W zimie natomiast najlepsza jest dla niej temperatura 10–15 °C. Przez lato wymaga silnego i systematycznego podlewania, krótkotrwały nawet brak wody powoduje więdnięcie końców pędów. Z kolei nadmierne podlewanie powoduje gnicie korzeni. Ziemia powinna być próchniczna z dodatkiem gruboziarnistego piasku.
- Sposób uprawy. Przez wiosnę i lato nawozi się płynnymi nawozami wieloskładnikowymi raz na 3–4 tygodnie, nie dłużej niż do końca sierpnia. Uszczykiwanie wierzchołków pędów powoduje lepsze krzewienie się rośliny. Rośliny, które chcemy przetrzymać przez zimę w mieszkaniu należy przed zimą mocno przyciąć, z obciętych pędów można sporządzić sadzonki. Przez zimę roślina musi znajdować się w dobrze oświetlonym pomieszczeniu.
- Rozmnażanie. Przez sadzonki otrzymywane z wierzchołków pędów. Najlepiej jest pobierać je w lecie i ukorzeniać w temperaturze 23–25 °C w mieszaninie torfu z piaskiem. Ze względu na trudności w przetrzymaniu ich przez zimę, zwykle na wiosnę kupuje się wyhodowane przez specjalistów w szklarniach młode rośliny.